# Moshe Tennenholtz
Moshe Tennenholtz (* 13. April 1960 in Haifa) ist ein israelischer Informatiker, der sich unter anderem mit Electronic Commerce und Künstlicher Intelligenz befasst.
Tennenholtz studierte Mathematik an der Universität Tel Aviv mit dem Bachelor-Abschluss 1986 und am Weizmann-Institut mit dem Master-Abschluss 1997 und der Promotion 1991 bei Yoram Moses (Efficient Representation And Reasoning In Multi-Agent Systems). Als Post-Doktorand war er bis 1993  an der Stanford University.  Er ist Professor am Technion in Haifa in der Fakultät für Industrial Engineering and Management. 2008 bis 2014 war er Principal Researcher bei Microsoft Research in Israel und Gründer der Abteilung Grundlagenforschung. Er ist wissenschaftlicher Direktor des Technion-Microsoft Electronic Commerce Research Center.
1999 bis 2002 war er Gastprofessor an der Stanford University.
Er befasste sich mit Spieltheorie, künstlichen sozialen Systemen und algorithmischer Modellierung sozialer Systeme, Ko-Lernen, nicht-kooperativem Rechnen, verteilten Spiele, dem axiomatischen Zugang zu qualitativer Entscheidungstheorie und zu Rangordnung, Reputation und Vertrauenssystemen, kompetitiver Sicherheitsanalyse und Electronic Commerce. Von ihm stammen viele Preis-Algorithmen für Online-Werbung bei Microsoft. Er führte den Begriff des Programm-Gleichgewichts (Program Equilibrium) für die Analyse von Internet-Ökonomie ein und entwickelte einen der besten Reinforcement Learning Algorithmen (RMax).
Er war Herausgeber des Journal of Artificial Intelligence Research und im Herausgebergremium des AI Magazine.
2016 erhielt er den John McCarthy Award und 2012 den ACM-AAAI Allen Newell Award mit Yoav Shoham für fundamentale Beiträge zur Schnittstelle von Informatik, Spieltheorie und Wirtschaftswissenschaften, speziell Multiagentensystemen und sozialer Koordination. Er ist Fellow der AAAI, der Society for Advancement of Economic Theory und der Association for Computing Machinery. Er erhielt 2012 den ACM SIGART Autonomous Agents Research Award.